# Algiso Toscani
Algiso Toscani (Salsomaggiore Terme, 13 novembre 1920 – 31 ottobre 2010) è stato un calciatore, allenatore di calcio e partigiano italiano, di ruolo attaccante.

## Biografia
Durante la Seconda Guerra Mondiale ha fatto parte delle formazioni partigiane combattenti sull'Appennino parmense, rimanendo poi nei ranghi dell'ANPI di Salsomaggiore Terme fino alla morte.
Anche il fratello Corrado è stato calciatore, mentre il figlio Italo ha giocato come centrocampista nel Parma, negli anni Settanta.

## Caratteristiche tecniche
Centravanti agile e scattante, era dotato di un tiro molto potente.

## Carriera
Cresce nel Bologna, entrando nelle giovanili del club rossoblu nel 1936 dopo essere stato notato dall'allenatore Felsner durante il ritiro precampionato dei rossoblù a Salsomaggiore. Con la formazione juniores vince il Torneo internazionale Ragazzi, realizzando una quaterna in semifinale e la rete decisiva nella finale contro il Servette a Strasburgo, ed esordisce in prima squadra il 24 dicembre 1939, nella partita di Coppa Italia vinta per 3-1 contro il Livorno, realizzando anche un gol. Rimane la sua unica apparizione con i felsinei, a causa della presenza nel suo stesso ruolo di Héctor Puricelli e di un serio infortunio al menisco.
Nel 1943 viene ceduto in prestito al Fidenza, con cui disputa il Campionato Alta Italia 1944. Terminata la guerra passa in prestito al Parma; a fine stagione, rientrato al Bologna, ottiene di poter lasciare i rossoblu e si trasferisce al Pescara, nonostante l'iniziale riluttanza ad accettare il trasferimento. Disputa con gli abruzzesi due campionati di Serie B per un totale di 50 presenze e 19 gol.
Nel 1948 torna al Parma dove gioca per un altro anno in Serie B per un totale di 33 presenze ed 8 reti, prima di chiudere la carriera nel Salsomaggiore, di cui è anche allenatore. Per diversi anni ha allenato anche la Società Sportiva Francani, squadra giovanile di Salsomaggiore.